# بناهای سنگی روستای زرد
بناهای سنگی روستای زرد مربوط به دوره ساسانیان - دوران‌های تاریخی پس از اسلام است و در شهرستان مانه و سملقان، روستای زرد واقع شده و این اثر در تاریخ ۲۴ اسفند ۱۳۸۳ با شمارهٔ ثبت ۱۱۶۷۶ به‌عنوان یکی از آثار ملی ایران به ثبت رسیده است.